# Сельсо Гуїті
Сельсо Гуїті (ісп. Celso Guity, 7 серпня 1955 — 12 лютого 2021, Маямі) — гондураський футболіст, що грав на позиції нападника.
Виступав, зокрема, за клуб «Марафон», а також національну збірну Гондурасу.

## Кар'єра
Виступав за команду «Марафон», з якою став чемпіоном Гондурасу у 1979 році. Також виступав за клуб «Сула».
У складі національної збірної Гондурасу був учасником чемпіонату світу 1982 року в Іспанії, проте на поле не виходив
Помер 12 лютого 2021 року на 66-му році життя у місті Маямі, США від раку кісток.

## Досягнення
- Чемпіон Гондурасу (1): 1979
- Срібний призер Чемпіонату націй КОНКАКАФ: 1985